# Notomegabalanus squillae
Notomegabalanus squillae is een zeepokkensoort uit de familie van de Balanidae. De wetenschappelijke naam van de soort is voor het eerst geldig gepubliceerd in 1963 door Daniel & Ghosh.